# Советские плакаты времён Великой Отечественной войны

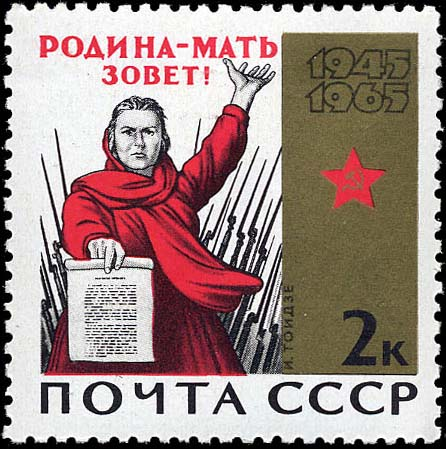
Советская почтовая марка 1965 года по плакату Ираклия Тоидзе «Родина-мать зовёт!»

Советские плакаты времён Великой Отечественной войны — наглядные пособия для разъяснения в доступной форме определённого вопроса, например, отношения советской власти к текущим событиям на фронте. Совместно с радио и газетами являлись средствами агитации и пропаганды во время войны, воздействующими на сознание и настроение людей с целью побуждения их к политической, трудовой или другой деятельности.

## Характеристика
Плакат являлся одним из самых важных жанров советского изобразительного искусства в период Великой Отечественной войны. Также, как и в годы Гражданской войны, он пережил расцвет; кроме того, традиции периода 1917-21 гг. использовались художниками в период новой войны, причём многие из них поработали в оба периода.
Военные плакаты различались как по качеству исполнения, так и по форме. Некоторые из них были грубыми карикатурами, в то время как другие были картинами на военную тематику или получившими известность фотографиями, с разъяснением о происходящем или стихотворным комментарием.

## Известные авторы
Старые мастера, внёсшие лепту в плакаты периода Гражданской, работали и в этот период:
- Дмитрий Моор
- Виктор Дени
- Михаил Черемных

Однако важнее был вклад мастеров следующего поколения:
- Тоидзе, Ираклий Моисеевич — его знаменитый плакат «Родина-мать зовёт!» прямо перекликался с плакатом Моора «Ты записался добровольцем?», который вновь начали использовать.
- Кокорекин, Алексей Алексеевич — его самый значительный плакат, «За Родину! (недоступная ссылка)» (1942), с фигурой раненого матроса, бросающего гранату, близок к станковому живописному произведению, хотя и обобщён и условен.
- Иванов, Виктор Семёнович — плакат «Пьём воду из родного Днепра, будем пить из Прута, Немана и Буга!» (1943) проникнут оптимистическим чувством, уверенностью в победе. Фигура молодого человека, пьющего воду из каски, рисуется на пожарном небе чётким силуэтом.
- Корецкий, Виктор Борисович пользовался в своих плакатах приёмами фотомонтажа, которые восходили к 1920-м годам. Плакат «Воин Красной Армии, спаси!» (1942) — одно из самых впечатляющих произведений плаката этого периода.
- Кукрыниксы (КУприянов—КРЫлов—НИКолай Соколов)

Во время войны плакаты выпускались в Москве, блокадном Ленинграде, в Горьком, Иванове, Красноярске, Мурманске, Пензе, Ростове, Саратове, Свердловске, Куйбышеве, Тюмени, Хабаровске, Томске, Челябинске и др. городах. Плакаты создавались в республиках, особенно Армении и Грузии. В 1944 году в залах ГТГ в Москве прошла выставка армянского плаката, где выделилось имя художницы-станковистки Мариам Асламазян («Кровь за кровь!»), гравёра Акопа Коджояна, плакаты Василия Сурьянинова, Гахиряна. Грузины выпускали большую серию плакатов «Штыком и пером» (Р. Самерджиев, Ш. Бериташвили), в ней участвовали и москвичи — Кукрыниксы, Борис Ефимов, Юлий Ганф. Выпускались плакаты в Казахстане, Туркмении, Узбекистане.

### Окна ТАСС
Часть советских агитационных плакатов времён Великой Отечественной войны были созданы группой художников в рамках проекта «Окна ТАСС», которые стали реинкарнацией Окон РОСТа периода Гражданской. Такие изображения тиражировались с помощью трафаретов и, как правило, вывешивались на специальных стендах в Москве и других городах. Это был специальный вид малотиражного плаката, создаваемого не печатью, а вручную, нанесением клеевых красок на бумагу через трафарет. По этой причине по сравнению с печатным плакатом, тассовский обладал большей красочной свободой. Другое важное свойство — мобильность, возможность мгновенной реакции на то или иное событие.

## Популярные мотивы
Во время Великой Отечественной войны плакаты производились в огромных количествах, поэтому полный обзор этой темы не входит в рамки одной статьи. Однако некоторые мотивы были особенно популярны:
- До последнего патрона! На заднем плане виден известный плакат: «Боец красной армии СПАСИ!»
- В атаку! Очень популярный мотив. Использовался в огромном количестве плакатов. В таких плакатах часто изображается разнообразная техника. На плакате с мотивом: «За Родину, за Сталина!», — виден популярный у художников Т-35, на втором плакате виден Пе-2. Иногда вместо самолётов на заднем плане были изображены легендарные герои или полководцы прошлого, а также фигуры Ленина или Сталина. В начале войны встречались плакаты типа «За спиной Москва», отражавшие тяжесть сложившейся ситуации. В таких плакатах защитники часто изображены плечом к плечу готовыми стоять насмерть, не делая «ни шагу назад».
- Боец побеждает неприятеля в рукопашном бою. В таких плакатах боец часто изображён красным, а неприятель зловеще серым. Неприятель часто был карикатурен.
- Карикатура. Здесь Гитлер нередко изображён в виде обезьяны в головном уборе времён наполеоновских войн. Сравнение Гитлера с Наполеоном встречалось неоднократно.
- Смерть детоубийцам.
- Не болтай! Призывы к бдительности и плакаты с темой «Не болтай!» существовали не только в СССР, но и на Западе (авт. Нина Ватолина).
- Коллаж: до и после. Плакаты такого типа часто призывали население к конкретным действиям, например, к сбору металлолома.
- Под знамёна! В отличие от СССР, тема «Под знамёна» была гораздо более популярна в странах «оси».
- Динамичный портрет. В таких плакатах, как и в плакатах на тему «Под знамёна» и «До последнего патрона», персональность бойца является центральной темой композиции. Бойцы здесь демонстрируют оптимизм и боевой дух. Как и тема «Под знамёна», была гораздо более популярна в странах «оси».
- Родина-мать зовёт!